# 千葉皓
千葉 皓（ちば こう、1909年4月15日 - 1984年1月20日）は、昭和時代（戦前から戦後）の日本の外交官。位階は正三位。

## 来歴・人物
米国サンフランシスコに生まれ、1922年に帰国する。第二高等学校文科甲類を経て、1932年に東京帝国大学法学部を卒業後、外交官試験に合格し、同年11月に外務省へ入省する。英国勤務を経て、東亞局に勤務する。1942年中国在勤。戦後、一時大蔵省に勤務するが、1947年終戦連絡中央事務局連絡官、1948年会計課長に復帰した。1952年メキシコ在外事務所所長、同年4月同国大使館参事官。1954年2月サンパウロ総領事。
1955年4月欧米局長、1957年4月欧米局長を経て、同年12月メキシコ大使に任ぜられる。1960年8月イラン大使、1965年12月オーストラリア大使、67年8月ブラジル大使を歴任。
1970年10月に帰国し、依願退職する。1984年に死去した。
妻の歌子は、内閣総理大臣を務めた石橋湛山の娘である。

## 同期
- 青木盛夫（駐ジュネーブ国際機関日本政府代表部大使・駐南ベトナム大使）
- 伊吹幸隆
- 糸賀篤　（中国・イタリア）
- 稲垣太郎
- 牛場信彦（対外経済担当大臣、70年駐米大使・67年外務事務次官・外務審議官・61年駐カナダ大使）
- 小川清四郎（65年駐バチカン大使）
- 甲斐文比古（70年駐西独大使・67年駐オーストラリア大使・64年駐マレーシア大使）
- 勝野康助（66年駐ポルトガル大使・62年駐ノルウェー大使・60年駐セイロン大使・58年法務省入国管理局長）
- 黒田音四郎（63年駐レバノン大使兼ヨルダン大使・60年駐ギリシャ大使・57年駐パラグアイ全権公使）
- 田中三夫
- 寺岡洪平（58年駐イラン大使・57年駐ペルー大使）
- 中川融（70年国連大使・65年駐ソ連大使・64年駐イタリア大使・60年外務省条約局長・53年外務省アジア局長）
- 林馨（60年駐メキシコ大使・58年駐マレーシア大使）
- 箕輪三郎
- 湯川盛夫（68年駐英大使・63年駐ベルギー大使・61年外務省大臣官房長・57年駐フィリピン大使）

## 栄典
- 1979年（昭和54年）4月29日 - 勲一等瑞宝章[5]
- 1984年（昭和59年）1月20日 - 正三位